# Pabellón Fundación Montemadrid
El Pabellón Fundación Montemadrid es un pabellón polideportivo cubierto situado en Alcalá de Henares y es propiedad de la Fundación Montemadrid. Inaugurado en 1987, dispone de un aforo para 4410 espectadores. Sirve para practicar principalmente balonmano, baloncesto y fútbol sala. Se encuentra junto al Instituto de Educación Secundaria Ignacio Ellacuría y la plaza de toros de la ciudad.

## Historia
El pabellón fue construido en 1986 por la Caja de Ahorros y Monte de Piedad de Madrid (CajaMadrid) para dotar de instalaciones deportivas a su Club Deportivo CajaMadrid, un club que contaba con secciones profesionales de balonmano y baloncesto. Este club después de empezar jugando sus partidos en Madrid se trasladó a Alcalá de Henares en 1984 jugando en el pabellón municipal del Val, pero este pabellón se quedó pequeño y desfasado.
Por esta causa Cajamadrid llegó a un acuerdo con el ayuntamiento de Alcalá de Henares que cedió una parcela de 33 000 metros cuadrados para que construyera un nuevo y moderno pabellón con un presupuesto de 275 millones de pesetas (1,7 millones de Euros) y para un aforo de 4500 espectadores ampliable a 6000 para partidos de mayor transcendencia.
Al pabellón lo bautizaron con el nombre de Pabellón Ruíz de Velasco en honor a Felipe Ruíz de Velasco presidente de la caja de ahorros en esa época.
Hoy en día la Fundación Montemadrid, heredera de la obra social de Caja Madrid, es la propietaria del pabellón y los terrenos destinados a aparcamiento donde el Juventud Alcalá tiene instalada una carpa con pistas de baloncesto para las categorías inferiores, ya que en julio de 2016 finalizó el convenio que firmaron Caja Madrid y el entonces alcalde socialista Arsenio Lope Huerta en 1984 y donde la Fundación Montemadrid decidía que hacer con el pabellón quedándose en propiedad los terrenos en caso de seguir con el pabellón.

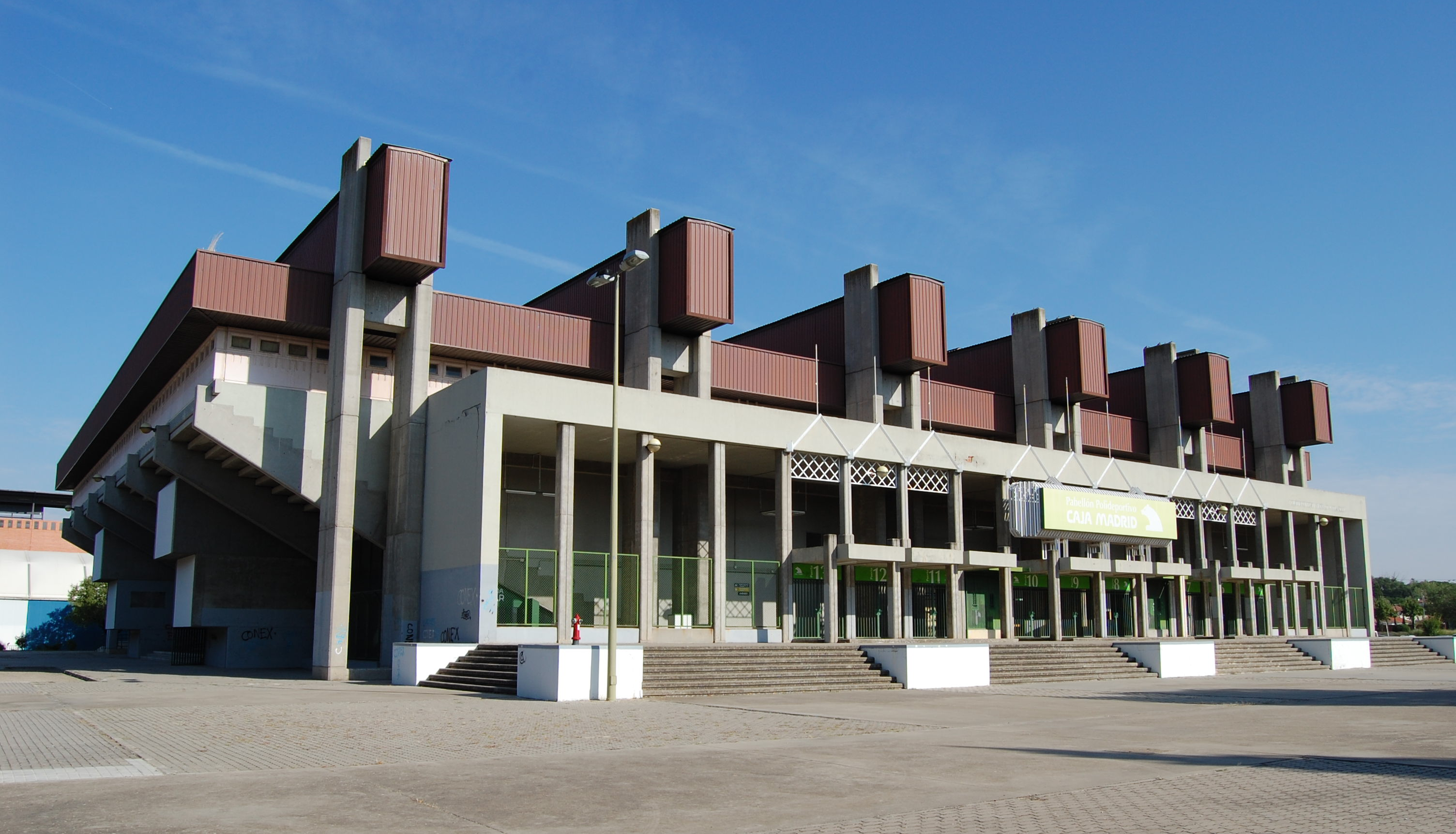
Vista exterior del pabellón

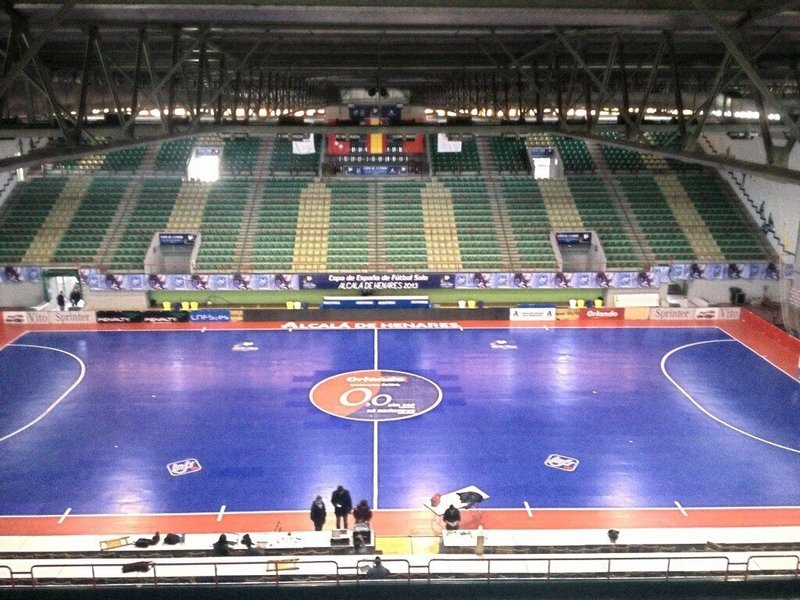
Gradas pabellón montemadrid

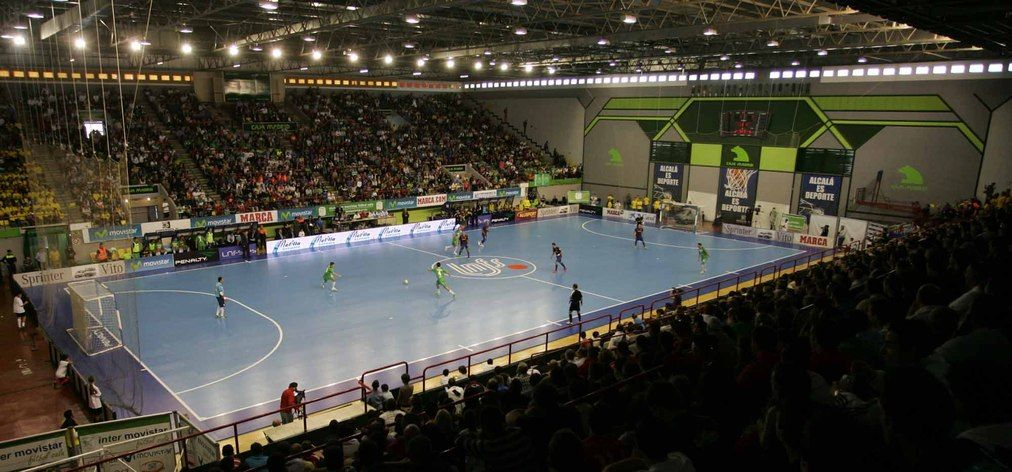
Pabellón Montemadrid lleno

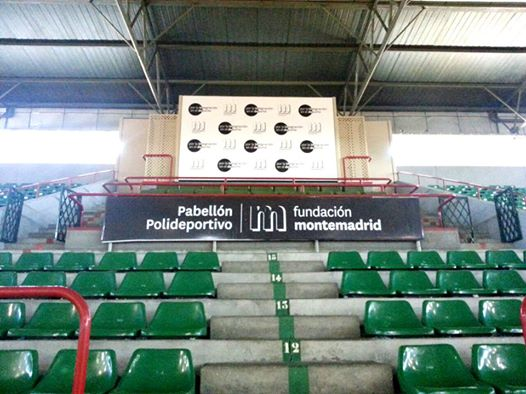
Palco del pabellón

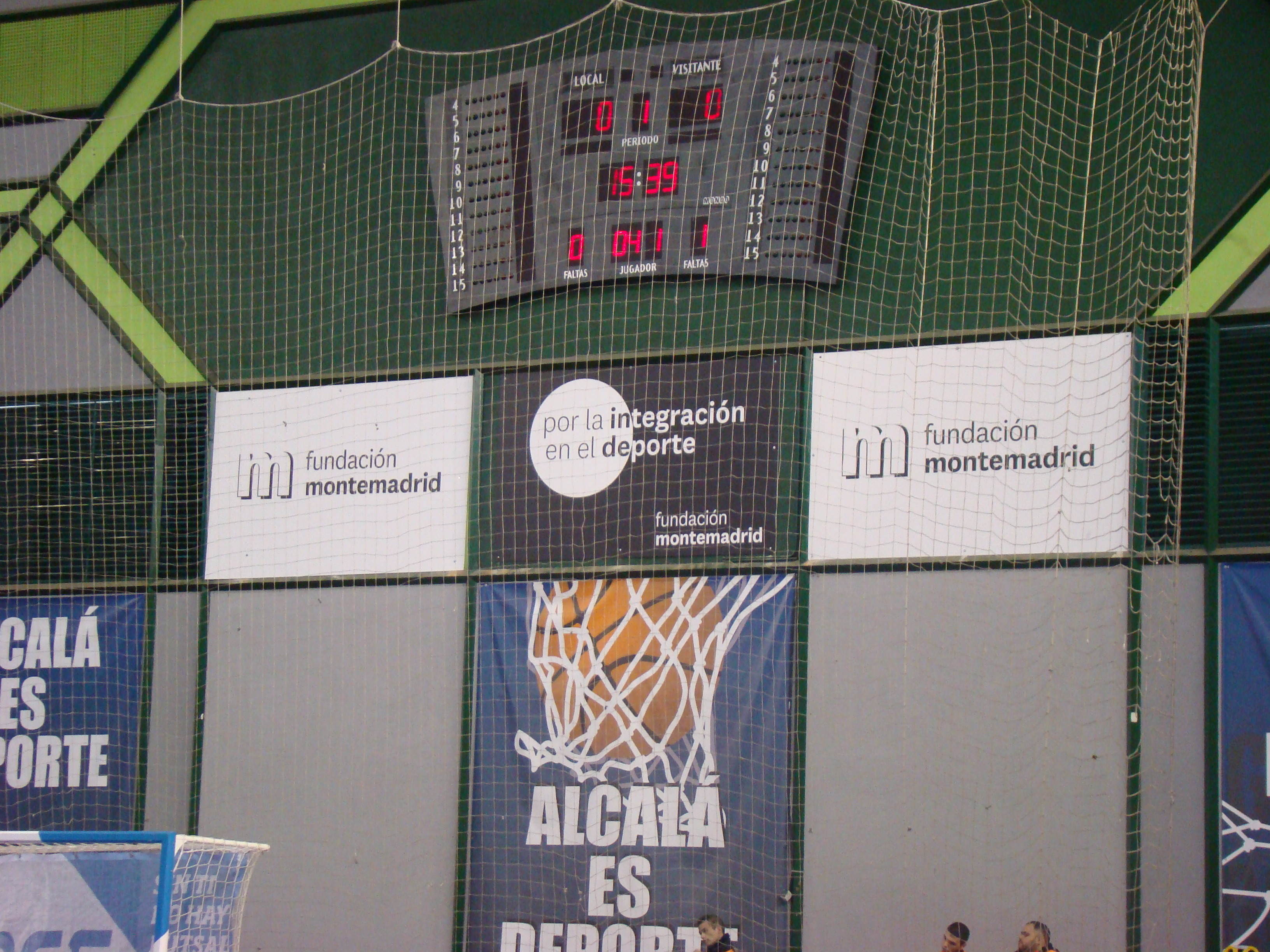
Fondo del pabellón montemadrid

### Pabellón Ruíz de Velasco
EL CD Cajamadrid inaugura el pabellón en la temporada 1986-87 con la sección de Balonmano jugando la liga ASOBAL de la que queda subcampeón en una ocasión y muchas temporadas entre los 5 primeros clasificados y la Copa de Europa IHF siendo semifinalista en dos ocasiones.
La sección de baloncesto luchando por el ascenso desde la segunda categoría del baloncesto después de descender de la liga ACB justo antes de trasladarse al pabellón con apasionados y dramáticos play-off de ascenso a la ACB.
En 1991 Caja Madrid decide abandonar el deporte de élite y deja en manos del club de la ciudad al equipo jugando las dos secciones en el pabellón. Un subcampeonato de copa del rey de balonmano y una sexta posición en liga es lo más destacado de la sección de balonmano y el baloncesto sin el respaldo de un patrocinador empezó a alejarse de la élite.
En 1994 desaparece el Club Juventud Alcalá por problemas económicos y se cierra el pabellón.

### Pabellón Cajamadrid
En 1999 el pabellón reabre nuevamente sus puertas gracias a la iniciativa del Club Baloncesto Alcalá (antiguo Club Juventud Alcalá, renombrado club que ahora se dedica en exclusiva a la formación de jugadores) de crear una sección de baloncesto en silla de ruedas y la escuela para discapacitados psíquicos ya que llegaron a un acuerdo de colaboración con la obra social de Cajamadrid.
Para esta nueva etapa la entidad bancaria decide cambiar el nombre al pabellón además de dotarle de rampas de acceso y demás instalaciones para la sección de silla de ruedas.
En 2002 el equipo es patrocinado por la inmobiliaria Hercesa hasta el 2013 que abandona por motivos económicos, situación que aprovecha el club para recuperar el antiguo nombre de Club Juventud Alcalá que continúa con su actividad de baloncesto con equipos escolares, federados y la escuela para discapacitados psíquicos.
En 2004 gracias a un acuerdo entre el ayuntamiento, la obra social Cajamadrid y el Club Inter Movistar hace que recale el club de fútbol sala más laureado del mundo en el pabellón.
Para ello el pabellón tiene que actualizarse para cumplir ciertos requisitos que impone un club de élite. Un nuevo parquét que sustituya al desgastado parquét de madera canadiense de los años 80, nuevos marcadores electrónicos y mejoras en la iluminación.
Durante su estancia en el pabellón Inter Movistar ha logrado 5 copas Intercontinentales, 2 UEFA Futsal Cup, 4 Ligas de LNFS, 5 copas de España y una copa del rey entre otros trofeos menores.

### Pabellón Fundación Montemadrid
En 2012 Caja Madrid se transforma en una fundación pasando el negocio bancario a Bankia y quedándose con la obra social y el patrimonio histórico la Fundación Cajamadrid.
En 2014, debido a que salen a la luz antiguos escándalos de mala gestión de la entidad bancaria Cajamadrid, la fundación que heredó ese nombre decide cambiarlo para no confundir a la opinión pública de esa mala gestión con la actual obra social que lleva a cabo la fundación, recuperando el nombre primigenio del monte de piedad de Madrid, por lo que la renombran como Fundación Montemadrid.
Este cambio afecta al pabellón que lógicamente también cambia de nombre por el de Pabellón Fundación Montemadrid.
En 2015 el Club Inter Movistar se ve obligado a abandonar el pabellón ya que tanto la LNFS como la UEFA exigen unas serie de normativas, que el pabellón no cumple, sobre todo en materia de seguridad para poder jugar sus competiciones. El club informa tanto a la fundación como al ayuntamiento pero estas reformas no llegan debido a la precariedad económica de ambos por lo que deciden irse del pabellón.

## Instalaciones
Se diseñó una estructura en hormigón prefabricado con gradas en vuelo hacia la calle. Una cubierta sujeta por seis grandes vigas metálicas, que cubren una superficie de casi 5000 metros cuadrados sin ningún pilar intermedio. Amplios accesos con 17 puertas, cuatro vestuarios, sala de prensa, antepalco, oficinas para el club y un gran solar destinado a aparcamiento para coches y autobuses.
Las gradas se distribuyen en los dos laterales del pabellón. La grada par con 2107 asientos, más el palco de autoridades con 27 butacas; y la grada impar con 2258 asientos, más el acceso de minusválidos en un fondo y vips a pie de pista. Le dan un aforo de 4400 espectadores. Para partidos de mayor transcendencia hay destinado en los fondos espacio para instalar unas gradas supletorias que darían una capacidad cercana a las 6000 localidades.
Para la pista se montó un parqué de madera canadiense, sobre la cual se dibujan una cancha principal de balonmano y baloncesto, además de dos canchas de baloncesto cruzadas para entrenamientos. La llegada del Inter Movistar al pabellón obligó a ocultar esta pista por otra, ya que esta tenía mucho desgaste y era muy oscura para las actuales exigencias televisivas.

## Principales eventos
- Copa Intercontinental de Fútbol Sala 2011.

Equipos participantes: Inter Movistar, Carlos Barbosa, GH Bank Rbak, y Benfica.
Campeón: Inter Movistar.
- Copa de España de Fútbol Sala 2013.

Equipos participantes: Ribera Navarra, Santiago Futsal, Umacon Zaragoza, FC Barcelona Alusport, Triman Navarra, ElPozo Murcia, Caja Segovia e Inter Movistar.
Campeón. FC Barcelona Alusport.
- Concierto Carlinhos Brown 2005.

Concierto de Carlinhos Brown con el que arrancó la conmemoración del cuarto centenario de la publicación de Don Quijote de La Mancha.
Asistentes: 6000 personas.
- Jornada Mundial de la Juventud 2011.

El Pabellón se utilizó como lugar de acogida a miles de jóvenes de la Archidiócesis de Valencia que participaron en la Jornada Mundial de la Juventud celebrada en Madrid.
- Maratón de Alcalá de Henares 2017.

El Pabellón Fundación Montemadrid, una de las principales infraestructuras en la organización de la Maratón.
- Además en el pabellón se han disputado partidos de las liga ASOBAL, Copa de Europa de balonmano IHF, división de honor de baloncesto y Liga Nacional de Fútbol sala; y también exámenes de oposiciones.